# Bitka pri Pliski
Bitka pri Pliski ali bitka na Vrbiškem prelazu je bila niz spopadov med bizantinsko vojsko, zbrano iz vseh delov Bizantinskega cesarstva pod poveljstvom cesarja Nikeforja I. in bolgarsko vojsko pod poveljstvom  kana Kruma. Medtem, ko so Bizantinci ropali in požigali v bolgarski prestolnici Pliski in njeni okolici, so imeli Bolgari dovolj časa, da so zaprli vse prelaze na Stari planini, preko katerih bi se Bizantinci lahko umaknili iz Bolgarije. Do končne bitke je prišlo 26. julija 811 na več prelazih na vzhodnem delu Stare planine, najverjetneje na Vrbiškem prelazu. Bolgari so z napadi iz zasede in nepričakovanimi nočnimi napadi bizantinsko vojsko ujeli v past, jo ohromili in skoraj v celoti uničili. Med žrtvami je bil tudi cesar Nikefor I.. Kan Krum je dal po bitki Nikeforjevo lobanjo okovati s srebrom in jo uporabljal kot čašo za vino. 
V bitki pri Pliski je Bizantinsko cesarstvo doživelo enega od najtežjih porazov v svoji zgodovini, ki je tako zastrašil njihove vladarje, da več kot sto petdeset let niso poslali svoje vojske proti severu. Dolgo zatišje je Bolgarom omogočilo širitev države proti zahodu in na jug na Balkanski polotok in veliko razširitev Prvega bolgarskega cesarstva.

## Ozadje
Ko je Nikefor I. leta 802 zasedel bizantinski prestol, je nameraval celotno ozemlje Bolgarije ponovno priključiti k svojemu cesarstvu. Na prvem pohodu leta 807 je zaradi zarote v prestolnici prišel samo do Odrina in ni dosegel nobenega vojaškega uspeha. Njegov napad je dal bolgarskemu kanu Krumu dober povod za napad na Bizantinsko cesarstvo, katerega glavni cilj je bil razširitev države proti jugu in jugozahodu. Naslednje leto so Bolgari prodrli v dolino reke Strume in porazili Bizantince. Zaplenili so 1.100 litrov zlata in pobili veliko nasprotnikovih vojakov, med njimi tudi vse stratege in večino komandantov. Leta 809 je Krum osebno oblegal močno utrjeno Sofijo in jo osvojil, potem pa pobil celoten garnizon 6.000 vojakov.

## Priprave na napad
Leta 811 je bizantinski cesar Nikefor I. organiziral velik vojni pohod, na katerem bi enkrat za vselej osvojil in pokoril Bolgare. Zbral je ogromno vojsko iz anatolskih in evropskih tem in svoje osebne straže. Vojski so se pridružile številne  iregularne čete, ki so pričakovale hitro zmago in obilen plen. Lahko zmago je pričakoval tudi Nikefor, zato ga je spremljala večina visokih državnih uradnikov in plemstvo, vključno s sinom Stavrakijem in svakom Mihaelom Rangabom.

## Pustošenje Pliske
Vojska kakšnih 80.000 mož se je zbrala maja 811 in se 10. julija utaborila pred trdnjavo Marcelae (sedanji Karnobat) blizu bolgarske meje. Nikefor je nameraval zmesti Bolgare, zato je  v naslednjih desetih dnevih sprožil več hlinjenih napadov,  na katere se se Bolgari takoj odzvali. Krum je ocenil stanje na bojišču in ugotovil, da tako velike vojske ne bo mogel odbiti, zato je ponudil premirje, ki ga je Nikefor oholo zavrnil. Nekateri njegovi poveljniki so menili, da je napad na Bolgarijo nepremišljen in preveč tvegan, Nikefor pa je bil prepričan v svoj končni uspeh.
Junija je Nikeforjeva vojska prestopila bolgarsko mejo in preko prelazov na Stari planini prodirala proti prestolnici Pliski. 20. julija je Nikefor vojsko razdelil na tri kolone, ki so proti Pliski prodirale po različnih poteh. Na pohodu so naletele na šibek odpor in po treh dneh dosegle bolgarsko prestolnico, kjer jih je čakalo 12.000 elitnih branilcev. Bizantinci so jih porazili in večino pobiti. Krum je na hitro zbral novo vojsko 50.000 mož, ki je doživela podobno usodo kot prva.  23. julija so Bizantinci zasedli nebranjeno mesto in ga zatem oplenili, njegovo okolico pa opustošili.  Krum se je ponovno poskušal pogajati za mir. Zgodovinar Teofan pravi, da je pri tem izjavil: "Prišel si in zmagal, zato vzemi, kar želiš in v miru odidi". Nikefor, ki je bil pretirano samozavesten zaradi vojaških uspehov, se za Kruma ni menil. Še vedno je bil prepričan, da bo Bolgare dokončno porazil in pokoril.
Nikeforjevo krutost in zlobo je opisal Mihael Sirijec, patriarh sirijskih jakobitov iz 12. stoletja: 
"Nikefor, cesar Rimljanov, je vkorakal v bolgarsko deželo. Bil je zmagovit in je pobil veliko nasprotnikov. Dosegel je njihovo prestolnico, jo osvojil in opustošil. Njegova surovost je šla tako daleč, da je ukazal privesti majhne otroke, potem pa jih je stisnil ob tla in jih z orodjem za mlatenje žita potolkel. Bizantinski vojaki so ropali in pustošili, požigali nepožeta polja, pohabljali govedo in klali ovce in prašiče".
Nikefor si je prilastil Krumovo zakladnico, jo zaklenil in svojim vojakom preprečil dostop do nje.

## Bitka
Medtem, ko je Nikefor s svojo vojsko plenili po bolgarski prestolnici, je Krum mobiliziral prebivalstvo, tudi ženske, in avarske najemnike, in pripravljal pasti in zasede na gorskih prelazih. Nikefor je prvotno nameraval nadaljevati pohod skozi Mezijo do Serdice in se šele nato vrniti v Konstantinopel, ko je izvedel za priprave na bitko pa je svojo odločitev spremenil in za vrnitev izbral najkrajšo pot. Še vedno pretirano samozavestnemu cesarju se ni zdelo potrebno, da bi pred glavnino vojske poslal izvidnico. 25. julija je njegova vojska vstopila v Vrbiški prelaz in konjeniki so mu sporočili, da je pot zaprta z debelimi lesenimi pregradami in da jih v vseh okoliških vzpetin opazujejo Krumovi izvidniki. Cesar je postal paničen in še preden so se Bizantinci lahko umaknili, so Bolgari zaprli tudi vhod v dolino. 
Nikefor, ki ni zmogel čelno napasti ene od palisad, se je, kljub prošnjam njegovih generalov, preprosto utaboril. Morala Bizantincev se je v treh dneh močno zrahljala, ker so bolgarski vojaki stalno udarjali po svojih ščitih in jih zasmehovali. 
Tretjo noč so Bolgari zbrali svoje čete in stisnili obroč okoli ujetega nasprotnika. Ob zori so navalili nanje in začeli pobijati panične in popolnoma zmedene Bizantince. Najprej so napadli cesarske gardiste, ki so se brezuspešno upirali, dokler jih niso pobili. Ko so druge enote videle njihov propad, so pobegnile z bojišča. 
Bizantinska vojska je na begu proti jugu naletela na kalno reko, ki jo je bilo težko prečiti. Ker niso dovolj hitro našli primerne plitvine, je mnogo vojakov popadalo v reko in utonilo. Prednji oddelki konjenice so obtičali v rečnem blatu, tako da so jih tisti, ki so prihajali za njimi, poteptali. Rečno korito se je napolnilo s trupli in Bolgari so kar po njih prečili reko in nadaljevali z zasledovanjem. Bizantinci, ki so uspeli priti preko reke, so naleteli na visoko in debelo leseno pregrado. Mnogo vojakov, ki je preplezalo pregrado, je popadalo v globok jarek, ki je bil izkopan na drugi strani pregrade in se ubilo ali polomilo in kasneje umrlo od žeje in lakote. Vojaki so se poskušali prebiti tudi tako, da so na več mestih zažgali pregrado, vendar so med prerivanjem pri prehodu čeznjo skupaj z gorečo pregrado popadali v jarek. Bizantinska vojska je bila popolnoma uničena.
Poraz je preživelo samo nekaj udeležencev in večina njih je kmalu po vrnitvi domov umrla. Najbolj slavna žrtev je bil seveda cesar Nikefor I.,  ki je po pričevanju zgodovinarjev umrl na kupu gnoja dan po bitki. Izročilo pravi, da so njegovo glavo nataknili na kopje in iz nje naredili čašo za vino.  Nikeforjevega sina Stavrakija, ki je bil ranjen v vrat in paraliziran, je rešila cesarjeva telesna straža. Šest mesecev kasneje je zaradi posledic umrl.

### Primarni viri
- Teofan Spovednik, Chronographia, Carl de Boor, Leipzig,  I. del (1883), II. del (1885).
- Scriptor Incertus, anonimni vatikanski pripovednik; njegovi komentarji so objevljeni v:
  - A. Kazhdan, L. Sherry, Some notes on the Scriptor Incertus de Leone Armenio, Byzantinoslavica  58 (1997), str.110-112.
  - A. Kazhdan, L. Sherry in C. Angelidi, A History of Byzantine Literature (650-850), Atene (1999), str. 208-211.
  - A. Markopoulos, La chronique de l'an 811 et le Scriptor Incertus de Leone Armenio: problèmes des relations entre l'hagiographie et l'histoire, Revue des études byzantines 57 (1999), str. 255-262.
  - P. Stephenson, About the emperor Nikephoros and how he leaves his bones in Bulgaria. A context for the controversial Chronicle of 811, Dumbarton Oaks Papers 60 (2006).
  - D. Turner, The origins and accession of Leo V (813-820), Jahrbuch der Oesterreichischen Byzantinistik 40 (1990), str. 171-203.
  - J. Wortley, Legends of the Byzantine disaster of 811, Byzantion 50 (1980), str. 533-562.
  - Scriptor Incertus in Symeon Magistros, Pseudo, Oxford Dictionary of Byzantium, Oxford & New York (1991).
- Mannases, Chronicle, 1335-1340, Apostolska knjižnica, Vatikan.
- Mihael Sirijec, Chronique de Michel le Syrien, Patriarche Jacobite d'Antioche (1166-1199), Jean Baptiste Chabot, 1. izdaja, Ernest Leroux, 1899–1910, OCLC 39485852, 2. izdaja, Bruselj, Culture et Civilisation (1963), OCLC 4321714.
- B. Flusin (prevajalec), J.-C. Cheynet (urednik), Jean Skylitzès: Empereurs de Constantinople, Lethielleux (2004), ISBN 2-283-60459-1.
- Joannes Zonaras, Epitome historiarum, L. Dindorfii, 6. zvezek, Lipsiae (BT), 1858—75.

### Sekundarni viri
- Zlatarski, Vasil N. (1918), Medieval History of the Bulgarian State, I. zvezek: History of the First Bulgarian Empire, I. del: Age of Hun-Bulgar Domination (679-852), Sofija, Science and Arts Publishers, 2. izdaja, Zahari Stoyanov Publishers, 4. izdaja, 2006. ISBN 9547366284.
- Runciman, Steven (1930), A History of the First Bulgarian Empire, G. Bell & Sons, London.
- Fine, Jr., John V.A. (1991), The Early Medieval Balkans, Ann Arbor: University of Michigan Press. ISBN 978-0472081493.
- Bury, J.-B. (1912), A History of the Eastern Roman Empire from the fall of Irene to the accession of Basil I (802—867), Macmillan & Co., Ltd., London, ISBN ASIN B000WR1S6Q.
- Jireček, K. J. (1876), Geschichte der Bulgaren, ponatis Praga (1876), Hildesheim, New York: Olms (1977). ISBN 3-487-06408-1.